# 하마마쓰성

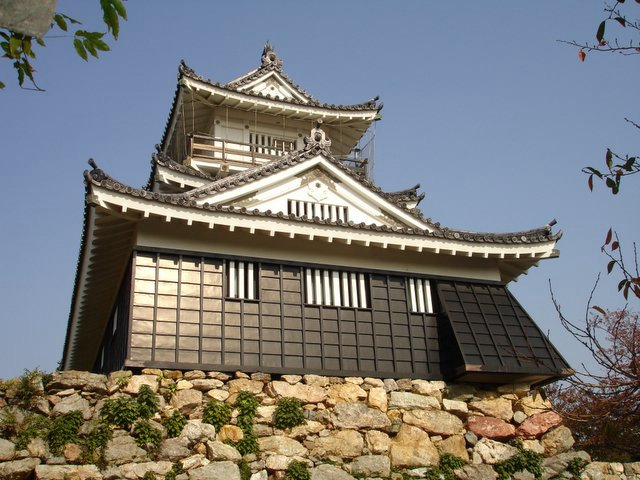
모의 천수

하마마쓰성(일본어: 浜松城)은 시즈오카현 하마마쓰시 주오구에 있는 제곽식 평산성이다. 에도 시대에는 하마마쓰번의 번청이 있었으며, 출세의 성으로 유명하다. 또, 에도 막부의 초대 쇼군 도쿠가와 이에야스의 거성으로도 익히 알려져 있다.

## 역사
센고쿠 시대
에이쇼 연간(1504년 ~ 1520년) 무렵 도토미 이마가와 가문의 이마가와 사다스케가 사나루 호 동쪽 구릉지에 성을 쌓은 것이 그 시작이라고 한다. 그리고, 성은 히쿠마 성(曳馬城/引馬城)으로 불리었다. 단, 축성에 관해서는 이설도 있다.
도토미 국 슈고 시바 가문과 스루가 국 슈고 이마가와 가문과의 세력다툼에서 히쿠마 성주 오코치 사다쓰나는 시바 가문측에 가세해 이마가와 가문에 대항하지만, 이마가와 우지치카에 패배하여 1517년 자결하였다. 이 무렵 성주는 이마가와 가문의 가신 이오 노리쓰라였다고 한다. 아울러 이오 노리쓰라가 성을 축성했다는 설도 있다. 1560년 오케하자마 전투 후, 이마가와 가문이 쇠퇴하자, 하마마쓰의 이오 가문이 이마가와 가문에 반기를 들었다. 이에 1565년 이마가와 가문의 공세를 받고, 화친하게 된다. 전후 하마마쓰 성주 이오 쓰라타쓰는 이마가와 우지자네에 의해 슨푸(현 시즈오카시)로 소환되었고, 그 곳에서 살해되었다. 히쿠마 성은 성주 미망인을 중심으로 성을 지키게 된다.
아즈치모모야마 시대
1568년 오케하자마 전투 이후, 이마가와 가문에서 벗어난 도쿠가와 이에야스가 공세를 펴 함락하였다. 1570년 이에야스는 시나노의 다케다 가문을 견제하기 위해 거처를 오카자키성에서 하마마쓰 성으로 옮겼다. 그리고, 오카자키 성은 장남 마쓰다이라 노부야스에게 주었다. 당초 이에야스는 덴류강 인근 현재 이와타시 부근에 새로운 성을 쌓을 생각이었지만, 농성전 시에 후퇴할 곳이 없다는 판단하에 히쿠마 성을 확장 개수하였다. 히쿠마라는 명칭도 패배를 암시하는“말을 끈다”라는 의미가 있고, 이곳이 하마마쓰 장원으로 불렸던 것을 염두에 두고 하마마쓰 성으로 명칭을 고쳤다.
1573년 다케다 신겐이 하마마쓰 성을 무시하고 하마나호 인근의 호리에 성 방면으로 진군하자, 도쿠가와 이에야스는 신겐의 배후를 칠 목적으로 군을 이끌고 미카타가하라로 향했다. 이 전투가 미카타가하라 전투로 이에야스는 신겐의 술수에 말려 대패하였다. 이에 이에야스는 하마마쓰 성으로 도피하였고, 성문을 활짝열어 공성계를 폈다. 이를 수상이 여긴 신겐의 군대는 무시하고 미카와 방면으로 향했다.
1582년 무렵 확장 공사가 거의 마무리 되었지만, 이에야스는 1586년 하마마쓰 성에서 슨푸 성으로 거처를 옮겼다.
1590년 도요토미 정권하에 도쿠가와 이에야스는 도카이 지방에서 간토로 이봉되었고, 도카이 지방의 하마마쓰 성은 도요토미 히데요시의 가신 호리오 요시하루의 거성이 되었다. 하지만 곧 벌어진 세키가하라 전투에서 호리오 가문은 동군에 속해 참전하였고, 그 공으로 영지를 가증받아 이즈모국 마쓰에번으로 이봉되었다. 대신 미노국 가나야마 번에서 마쓰다이라 다다요리가 입성한다.
에도 시대
1609년 하마마쓰 성에서 열린 다과회에서 불미스런 사건이 일어나, 하마마쓰 번의 사쿠라이 마쓰다이라 가문은 막부로부터 영지가 몰수되었다. 이에 하마마쓰 번은 슨푸번에 편입되었다. 그리고, 하마마쓰 번은 슨푸 번주 도쿠가와 요리노부의 가신 미즈노 시게나카가 성주로 부임하였다. 1619년 슨푸 번주 도쿠가와 요리노부가 기이국 기슈번으로 이봉되자, 무사시국 이와쓰키 번에서 고리키 다다후사가 입성한다. 이후 고리키 가문(1619년 ~ 1638년), 오규 마쓰다이라 가문(1638년 ~ 1644년), 오타 가문(1644년 ~ 1678년), 아오야마 가문(1678년 ~ 1702년), 혼조 마쓰다이라 가문(1702년 ~ 1729년, 1752년 ~ 1758년), 오코치·나가사와 마쓰다이라 가문(1729년 ~ 1752년), 이노우에 가문(1758년 ~ 1817년, 1845년 ~ 1868년), 미즈노 가문(1817년 ~ 1845년)이 역임했다. 신판 다이묘 도쿠가와 가문을 뺀 도합 9가문 21명이 성주로 지낸 후다이 다이묘의 거성이었다.
메이지 시대 이후
1873년(메이지 6년)에 공포된 폐성령에 따라 파각되었다. 1949년(쇼와 24년) 도시계획에 따라 공원으로 정비되 1950년 개원하였다. 1958년(쇼와 33년) 하마마쓰 시 시민들의 모금을 토대로 철근콘크리트 구조물로 천수가 재건되었다. 단, 기록상에는 하마마쓰 성에는 천수가 존재하지 않으며, 혼마루의 2층망루를 천수로 삼았었다. 1959년(쇼와 34년) 성터는 하마마쓰 시 사적에 등재되었다. 현재 천수의 내부는 자료관으로 사용되며, 도쿠가와 이에야스 관련 자료가 전시되어 있다. 또, 성터 주변은 벚꽃의 명소로 알려져 있다.

## 민속자료
출세의 성
일반적으로 하마마쓰 성주가 막부의 요직에 임명된 일이 많은 탓에 하마마쓰 성은 출세성으로 불린다. 하지만 이노우에 마사모토처럼 불미스런 일에 관여되어 좌천된 경우도 있다.
출세에 대해 대표적으로 알려진 인물은 미즈노 다다쿠니이다. 그는 히젠 국 가라쓰번주였지만, 수도 에도에서는 너무 먼 곳이기 때문에 출세길이 막혔다는 판단하에 막부의 요인에게 접대와 뇌물 공세를 폈다. 이리하여 하마마쓰 번주 이노우에 마사모토는 좌천되고, 다다쿠니가 번주로 입성했다. 이후 다다쿠니는 지샤부교에 올랐으며, 1828년에는 막부의 요직이라 할 수 있는 노중의 자리에 올랐다.

## 관광
교통
- JR 도카이 하마마쓰역에서 도보로 20분 소요.
- JR 도카이 하마마쓰 역에서 버스로 환승〈하마마쓰 시청 앞〉에서 하차 후, 도보로 5분 소요.

주변 문화시설 및 관광명소
- 가모 마부치 기념관
- 쇼인테이 - 다실
- 아트시티 하마마쓰
- 하마나호
- 하마마쓰 과학관
- 하마마쓰 시 미술관
- 하마마쓰 시 박물관
- 하마마쓰 시 악기박물관

## 참고 문헌
- 역사군상 시리즈 11, 《도쿠가와 이에야스 사해통일로의 대무략(徳川家康 四海統一への大武略)》 학습연구사 1989년

## 같이 보기
- 하마마쓰 조키
- 하마마쓰번
- 도쿠가와 이에야스
- 미즈노 다다쿠니